# هوستون برايت
هوستون برايت (بالإنجليزية: Houston Bright)‏ هو ملحن أمريكي، ولد في 1916، وتوفي في 1970.